# Tess Harper
Pour les articles homonymes, voir Harper.
Tess Harper, née le 15 août 1950 à Mammoth Spring (Arkansas), est une actrice américaine.
Elle a été nommée au Golden Globes comme meilleure actrice dans un second rôle pour son premier rôle en 1983 dans Tendre Bonheur, ainsi qu'au Oscars, toujours comme meilleure actrice dans un second rôle en 1986 pour Crimes du cœur. Ses autres apparitions dans des films incluent Flashpoint (1984), Ishtar (1987), Far North (1988), et No Country for Old Men (2007). Elle a également tenue un rôle récurrent dans les trois premières saisons de Breaking Bad (2008–2010).

## Filmographie
- 1983 : Tendre Bonheur (Tender Mercies) de Bruce Beresford : Rosa Lee
- 1983 : Amityville 3D : Le Démon (Amityville 3-D) de Richard Fleischer : Nancy Baxter
- 1983 : Le Mystère Silkwood (Slkwood) de Mike Nichols : Linda Dawson
- 1984 : Flashpoint de William Tannen : Ellen
- 1986 : Crimes du cœur (Crimes of the Heart) de Bruce Beresford : Chick Boyle
- 1987 : Ishtar d'Elaine May : Willa
- 1988 : Far North : Rita
- 1988 : La Loi criminelle (Criminal Law) : Det. Stillwell
- 1989 : Son alibi : Sally Blackwood
- 1990 : Daddy's Dyin'... Who's Got the Will? (en) de Jack Fisk : Sara Lee
- 1991 : Pretty Hattie's Baby
- 1991 : My Heroes Have Always Been Cowboys (en) de Stuart Rosenberg : Cheryl
- 1991 : Un été en Louisiane (The Man in the Moon) : Abigail Trant
- 1992 : The Turning : Martha Harnish
- 1992 : My New Gun : Kimmy Hayes
- 1996 : Dirty Laundry : Beth Greene
- 1997 : Le Chacal (The Jackal) : La première dame des États-Unis
- 1997 : Secret mortel (The Killing Secret) (TV) : Tina DeCapprio
- 1998-2000 : Demain à la Une (Early Edition) (TV) : Lois Hobson
- 2000 : Morning : Margaret
- 2000 : The In Crowd : Dr Amanda Giles
- 2001 : The Rising Place : Rebecca Hodge
- 2002 : No Prom for Cindy : Cindy's Mom
- 2003 : Studio City : Linda Little
- 2004: Les Frères Scott: May Scott
- 2004 : Lonely Place
- 2005 : Loggerheads : Elizabeth Austin
- 2006 : Karla : Molly Czehowicz
- 2006 : Jam : Ruby
- 2006 : Jesus, Mary and Joey : Liz O'Callahan
- 2006 : Broken Bridges : Dixie Rose Delton
- 2006 : Broken d'Alan White : Clare
- 2007 : Ghost Whisperer : Ellen Wilkins (Saison 3 épisode 17)
- 2007 : No Country for Old Men : Loretta Bell
- 2008 : Embrassez le marié ! (Kiss The Bride) : Barbara
- 2007 : Le Nouveau Monde (Saving Sarah Cain) (TV) : Miriam Esh
- 2008 : Balancing the Books : Naomi
- 2009 : New York, unité spéciale (saison 10, épisode 11) : Mrs. Hallander
- 2011 : Un souhait pour Noël (A Christmas Wish) (TV) : Trudy Willis
- 2012 : Un cœur pour Noël (A heart of christmas) (TV) : Elizabeth
- 2008 - 2010: Breaking Bad (TV) : Mme Pinkman
- 2011 : Revenge (TV) : Carole Miller
- 2013 : Sunlight Jr. de Laurie Collyer : Kathleen
- 2014 : Esprits criminels Saison 10 Episode 18 : Dinah Troy
- 2015 : The Perfect Guy : Mrs. McCarthy
- 2018 : Burden d'Andrew Heckler :
- 2019 : El Camino : Un film Breaking Bad de Vince Gilligan : Mme Pinkman